# لئاندرو آراجو
لئاندرو آراجو داسیلوا (به انگلیسی: LEANDRO ARAUJO DA SILVA) متولد ۱۷ دسامبر ۱۹۸۳ بازیکن والیبال اهل برزیل است.
وی در سال ۲۰۰۱ به همراه تیم ملی برزیل قهرمان مسابقات قهرمان زیر ۱۹ سال جهان شد و در سال بعد موفق به کسب مدال طلا مسابقات قهرمانی آمریکا جنوبی شد.
آراجو سابقه بازی در لیگ‌های برزیل، ژاپن، کره جنوبی، ایران و امارات را دارد.
او یک دوره بهترین و امتیاز آورترین بازیکن لیگ کره جنوبی و ژاپن شد.
در ایران به او لقب غول برزیلی را داده بودند.